# 特殊能力捜査官 ペインキラー・ジェーン
『特殊能力捜査官 ペインキラー・ジェーン』（原題:Painkiller Jane）は、アメリカ合衆国・Syfy製作のテレビドラマ。2007年に放送された。製作総指揮はジェイソン・ネッター、ギル・グラント。
イベント・コミックスおよびダイナマイト・コミックスの同名のキャラクターが原作となっている。
日本では、2009年10月7日からBS朝日で放送していた。

## あらすじ
元麻薬捜査官のジェーン・バスコは超能力を持ったニューロを捕獲する機関に所属しているが彼女自身にも驚異的な治癒力を持っていた。

## 登場人物

### ニューロ捕獲チーム
ジェーン・バスコ
演 - クリスタナ・ローケン、日本語吹替 - 本田貴子
元DEA捜査官。ビルの46階から落下するも驚異的な速さで回復する。
アンドレ・マクブライド
演 - ロブ・スチュワート、日本語吹替 - 内田直哉
政府の要請で秘密チームを結成。部下からの信頼は厚い。
コナー・キング
演 - ノア・ダンビー、日本語吹替 - 竹内良太
アンドレの命令には絶対服従。以前はバリア分署の戦術対応班にいた。
ライリー・ジェンセン
演 - ショーン・ロバーツ、日本語吹替 - 田中一成
通信、セキュリティー担当の頭脳派。チームのバックアップ要員。
モーリーン・バウワーズ
演 - アライナ・ハフマン、日本語吹替 - 平田絵里子
元DEA（麻薬取締局）捜査官。ジェーンの良きライバル。
セス・カーペンター
演 - スティーヴン・ロボ、日本語吹替 - 斉藤康史
チームドクター。

### その他
ジェラルド・モーガン
演 - ガーウィン・サンフォード、日本語吹替 - いずみ尚
アンドレの上司。

## エピソードリスト
| 各話 | 邦題               | 原題                                | 放送日        |
| ---- | ------------------ | ----------------------------------- | ------------- |
| 1    | 秘められた力       | Pilot                               | 2007年4月13日 |
| 2    | おもちゃの兵隊     | Toy Soldiers                        | 2007年4月20日 |
| 3    | 記憶のかけら       | Piece of Mind                       | 2007年4月27日 |
| 4    | ねじれた運命       | Catch Me If You Can                 | 2007年5月4日  |
| 5    | 幻覚と現実         | Nothing to Fear But Fear Itself     | 2007年5月11日 |
| 6    | 夢の中で           | Breakdown                           | 2007年5月18日 |
| 7    | 裁きは思うがままに | Higher Court                        | 2007年6月1日  |
| 8    | 頼るべき仲間       | Friendly Fire                       | 2007年6月8日  |
| 9    | 炎の裁き           | Trial by Fire                       | 2007年6月15日 |
| 10   | 永遠に美しく       | Portraits of Lauren Gray            | 2007年6月22日 |
| 11   | 機械じかけの悪夢   | Ghost in the Machine                | 2007年6月29日 |
| 12   | スウィート・ホーム | Something Nasty in the Neighborhood | 2007年7月6日  |
| 13   | リーグ5            | The League                          | 2007年7月13日 |
| 14   | 魔術の天才         | The Amazing Howie                   | 2007年7月20日 |
| 15   | 見えない敵         | The Healer                          | 2007年7月27日 |
| 16   | 回想と幻想         | Thanks for the Memories             | 2007年8月3日  |
| 17   | プレイバック       | Playback                            | 2007年8月17日 |
| 18   | 113階の秘密        | Jane 113                            | 2007年8月24日 |
| 19   | 真実の行方         | What Lies Beneath                   | 2007年8月31日 |
| 20   | 幻想の野獣         | The Beast of Bolnar                 | 2007年9月7日  |
| 21   | 愛しい人           | Reflections                         | 2007年9月14日 |
| 22   | 終わりの始まり     | Endgame                             | 2007年9月21日 |

## リリース
DVDがアミューズソフトエンタテインメントからリリースされている。